# Monika Dryl
Monika Dryl (ur. 12 października 1979 w Białymstoku) – polska aktorka i wokalistka.

## Życiorys
W 2002 ukończyła studia na Akademii Teatralnej w Warszawie. Uczyła się też w klasie śpiewu w Szkole Muzycznej II st. w Warszawie oraz w Studiu Piosenki Jerzego Tomzika w Białymstoku.
Jest aktorką Teatru Narodowego w Warszawie. W 2001 została laureatką trzeciej nagrody Przeglądu Piosenki Aktorskiej we Wrocławiu, a w 2003 zajęła pierwsze miejsce na festiwalu Pamiętajmy o Osieckiej. Jest założycielką, wokalistką i saksofonistką zespołu Themonika Quintet. Wzięła udział w nagraniu płyty Herbaciane Nonsensy w radiowym studiu Trójki im. Agnieszki Osieckiej.
Zagrała w filmie Jasminum Jana Jakuba Kolskiego.
Uczestniczyła w programach rozrywkowych telewizji Polsat: Jak oni śpiewają (2008) i Twoja twarz brzmi znajomo (2015).

## Życie prywatne
Do 2019 pozostawała w nieformalnym związku z przedsiębiorcą Pawłem Kwiatkowskim, z którym ma syna, Antoniego (ur. 2009).

## Spektakle teatralne
Dyplomy
- Sen nocy letniej, reż. Jan Englert; rola Tytanii
- Love, reż. Andrzej Strzelecki; spektakl muzyczny
- Romeo i Julia Uckermarkische Buchnen Schwedt (koprodukcja polsko-niemiecka, rola Pani Capulet, Niemcy)

Teatr Narodowy
- Żaby, reż. Zbigniew Zamachowski
- Kurka Wodna, reż. Jan Englert
- 2 maja, reż. Agnieszka Glińska
- Kopciuch, reż. Will Pomerantz
- Happy End, reż. Tadeusz Bradecki
- Sen nocy letniej, reż. Jerzy Grzegorzewski
- Opowiadania dla dzieci, reż. Piotr Cieplak
- Stara kobieta wysiaduje, reż. Stanisław Różewicz
- GOSSIP, Lee Strasberg Institute w Nowym Jorku, reż. Laura Drake
- Księżniczka na opak wywrócona, reż. Jan Englert

Teatr Polonia
- Jeszcze będzie przepięknie, reż. Przemysław Wojcieszek

Teatr telewizji
- Ja się nie boję braci Rojek, reż. Olga Lipińska
- Cud mniemany czyli Krakowiacy i Górale, reż. Olga Lipińska
- Warszawa, reż Andrzej Strzelecki
- Dowód na istnienie drugiego, reż Maciej Wojtyszko

## Filmografia
Seriale
- 2022: Leśniczówka jako Basia
- 2021: Komisarz Mama jako Weronika Siewruk (odc. 5)
- 2020: Komisarz Alex jako Małgorzata Rostocka (odc. 173)
- 2018: Trzecia połowa jako Wanessa (odc. 9 i pół)
- 2017: Diagnoza jako Jola (odc. 3, 4)
- od 2016: Barwy szczęścia jako Alicja Umińska
- od 2016: Przyjaciółki jako Iwona Miśkiewicz
- 2016: Dwoje we troje jako Sylwia (odc. 9)
- 2015: Dziewczyny ze Lwowa jako Ewa Malicka (odc. 5, 6)
- od 2015: Klan jako Urszula Kwapisz
- 2014: O mnie się nie martw jako Renata Biczyńska (odc. 11, 13)
- 2014: Prawo Agaty jako farmaceutka Ewa Krajewska (odc. 64)
- 2012: Komisarz Alex jako Eliza Pancer (odc. 20)
- 2012–2013:Pierwsza miłość jako Sandra Malicka, była żona Huberta Schultza
- 2011: Szpilki na Giewoncie jako Katarzyna Michowicz (odc. 28, 29, 30, 32, 34, 36, 38)
- 2009: 39 i pół jako Izabela Majewska (odc. 20, 21, 22)
- 2008: Doręczyciel jako prowadząca teleturniej Wiesz to bierz (odc. 12, 13)
- 2008: Na kocią łapę jako Gabriela Nowak-Poznańska, żona Andrzeja
- 2007–2008: Faceci do wzięcia jako Grażyna Wilk, była żona Romana
- 2007–2008: Na dobre i na złe jako dziennikarka Joanna Schmidt
- 2006: Dylematu 5 jako Agnieszka Mosińska, córka burmistrza
- 2006: Egzamin z życia jako Amelia Waśko
- 2005–2006: Okazja jako Katarzyna Nowak
- 2004: Pensjonat pod Różą jako dziennikarka przeprowadzająca wywiad z Kariną (odc. 4)
- 2004: Rodzina zastępcza jako Jolanta Tomczak, koleżanka Kuby (odc. 162)
- 2004: Sublokatorzy jako Katarzyna Anuszko
- 2003–2005: Defekt jako Monika Kowalska, sekretarka
- 2003: M jak miłość jako Sylwia Żak, pielęgniarka w szpitalu w Gródku (odc. 133)
- 2003–2004: Plebania jako Iva, członkini sekty (odc. 344, 349, 363, 378, 422)
- 2002: Złotopolscy jako złodziejka (odc. 472)

Filmy
- 2019: Znajdę Cię jako pani Zielińska
- 2016: Sługi boże jako doktor Magda Batorzyńska
- 2013: Stacja Warszawa jako Monika Kłosek
- 2010: Fenomen jako Oliwia Nowik, reż. Tadeusz Paradowicz
- 2009: Lunatycy jako Kama Wagner, reż. Maciej Sterło-Orlicki
- 2007: Świadek koronny jako Marta Kruk, reż. Jarosław Sypniewski
- 2006: Jasminum jako fryzjerka Patrycja, reż. Jan Jakub Kolski

Polski dubbing
- 2021: Potężne kaczory: Sezon na zmiany jako Alex[5]
- 2018: Bumblebee jako Sally Watson
- 2018: Han Solo: Gwiezdne wojny – historie jako L3-37
- 2017: Power Rangers jako Rita Repulsa
- 2015: Dom jako Tip
- 2015: Dzwoneczek i bestia z Nibylandii jako Widia
- 2014: Dzwoneczek i tajemnica piratów jako Widia
- 2014: Samoloty 2 jako Lidka Zalewajka
- 2014: Niesamowity Spider-Man 2 jako Gwen Stacy
- 2013: Crash i Bernstein jako Mel
- 2012: Niesamowity Spider-Man jako Gwen Stacy
- 2010: Dzwoneczek i uczynne wróżki jako Widia
- 2009: Dzwoneczek i zaginiony skarb jako Widia
- 2008: Dziewczyny Cheetah: Jeden świat jako kelnerka
- 2008: Dzwoneczek jako Widia

## Nagrody i wyróżnienia
- Nagroda im. Agnieszki Osieckiej na XXII Przeglądzie Piosenki Aktorskiej we Wrocławiu
- wyróżnienie na Festiwalu Piosenki Francuskiej w Lubinie
- I Nagroda na Festiwalu Sztuki Estradowej w kategorii kabaret, z kwartetem MAMM, w Warszawie
- II Nagroda na Festiwalu im. Anny German w Zielonej Górze
- III Nagroda na XXIII Przeglądzie Piosenki Aktorskiej we Wrocławiu
- Grand Prix oraz Nagroda Pani Prezydentowej Jolanty Kwaśniewskiej na festiwalu Pamiętajmy o Osieckiej w Warszawie
- wyróżnienie na 40. Festiwalu Piosenki Studenckiej w Krakowie z zespołem Themonika quintet
- III Nagroda na Międzynarodowym Festiwalu Wokalistów Jazzowych w Zamościu